# Som Livre
Som Livre é uma gravadora musical brasileira criada pelo Grupo Globo, maior conglomerado de mídia do Brasil e 14.ª maior do mundo. O objetivo inicial da empresa foi lançar as trilhas sonoras das telenovelas produzidas pela TV Globo, emissora do grupo. Atualmente, a gravadora é de propriedade da Sony Music.
Em 2018, foi considerada a gravadora responsável pelo maior número de canções tocadas no rádio. Foi a pioneira no Brasil, entre as gravadoras, a liberar seu arquivo musical para uso com ringtones de celular, se tornando a maior produtora de conteúdo musical nacional do Brasil, liderando o consumo de música brasileira no streaming.
Em abril de 2021, o Grupo Globo anunciou que o processo de venda da gravadora para a Sony Music Entertainment, segunda maior empresa do ramo a nível global. A conclusão da compra, que dependia de aprovação pelo Conselho Administrativo de Defesa Econômica (CADE),  foi aprovada em 4 de novembro do mesmo ano.

## História
A Som Livre foi fundada em 1969, pelo produtor musical João Araújo (1935-2013), com a finalidade de desenvolver e comercializar trilhas sonoras de novelas produzidas pela TV Globo.  João Araújo era pai do cantor Cazuza (1958-1990) e foi o primeiro brasileiro a ganhar um Grammy Latino, em 2007, concedido a pessoas com importantes contribuições em gravação e promoção musical. 
Na primeira metade da década de 1970, foi a responsável por lançar no Brasil fonogramas das gravadoras Sonopresse, Disques Carrere, Disques Trema, entre outras. Estes lançamentos ocorriam por meio da inserção das músicas nos discos das telenovelas da TV Globo ou em lançamentos de álbuns ou compactos (como, por exemplo, a canção Les rois mages da cantora francesa Sheila, fonograma lançado pela gravadora Carrere que foi lançado em 1971 pela Som Livre em compacto simples e na trilha sonora da telenovela O Cafona). 
A primeira trilha sonora de novela lançada pela Som Livre foi O Cafona (1971). As trilhas eram produzidas em parceria com os diretores e produtores das novelas. Outras trilhas foram produzidas por compositores e cantores brasileiros, como: O Bem Amado (Toquinho e Vinícius de Moraes), O Bofe (Roberto Carlos e Erasmo Carlos); O Primeiro Amor (Antônio Carlos e Jocafi); O Espigão e Corrida do Ouro (Zé Rodrix), Os Ossos do Barão (Paulo Sérgio e Marcos Valle) e O Rebu (Raul Seixas e Paulo Coelho).
Em 1974, a Som Livre criou o selo "SOMA", com a finalidade de lançar discos com preços mais acessíveis.  Em 1976, a Som Livre deu início à contratação de artistas. Ao longo de sua existência, vários nomes importantes da indústria fonográfica brasileira fizeram parte do catalogo da Som Livre, como Djavan, Xuxa, Guilherme Arantes, Tim Maia, Rita Lee, Lulu Santos, Barão Vermelho, Cazuza (vocalista do Barão Vermelho de 1982 a 1985), Luiz Melodia, Gal Costa, Simone, Jorge Ben Jor, Renata Vasconcellos, Elis Regina, Patrick Dimon, Fafá de Belém, Moraes Moreira, Djavan, Novos Baianos, Fábio Jr., Agepê, Francis Hime, Marília Mendonça, Maiara & Maraisa, Zé Neto & Cristiano, Luan Santana, Wesley Safadão, Naiara Azevedo, Jorge & Mateus, entre outros. Desde então, a empresa se concentrou em produtos relacionados ao Grupo Globo. 
Ainda na década de 1970, a Som Livre passou a lançar coletâneas que reuniam diversos artistas e sucessos do momento como: Disco 78 e Temas quentes internacionais, na década de 1970; Disco 80, Summer 85, Hits of the moment, Hit parade, Hits explosion, Hits of the hits, Hit power e Hitmakers, na década de 1980; Disco 95, Hit parade, Disco de ouro, Top hits, Top surprise e Hot Hits, na década de 1990; Summer Eletrohits, na década de 2000.
A Som Livre teve selos exclusivos, como Globo BMG (joint-venture com a BMG Music), Globo Columbia (joint-venture com a Sony Music), Globo Warner (joint-venture com a Warner Music), Globo Discos (que existiu entre 1987 e 1988), Globo Polydor (joint-venture com a PolyGram), Globo Jive (joint-venture com a Zomba Records/Jive Records), Globo Records (no mercado internacional), SIGLA, Soma, Gala, entre outros. 
Antes de entrar no mercado dos CDs, a gravadora teve acordos de distribuição com as gravadoras Odeon (1971-1973), RCA (1974-1985) e CBS (1985-1987).  
O êxito da parceria entre TV Globo e Som Livre, no entanto, não se restringe às trilhas das novelas, séries e especiais da emissora. Uma artista em especial repetiu nas vendas de seus discos o sucesso que faz na televisão: Xuxa; Desde seu primeiro disco na Som Livre - "Xou da Xuxa", de 1986 -, Xuxa não apenas se tornou um fenômeno fonográfico como acabou se tornando a dona do álbum mais bem sucedido da história da gravadora e o segundo bem mais sucedido do Brasil: "Xou da Xuxa 3", de 1988, teve a impressionante marca de 3.816.704 de cópias vendidas. Um sucesso fonográfico que segue até hoje com a série "Xuxa Só Para Baixinhos", que recentemente ganhou uma caixa reunindo seus oito álbuns - uma forma de celebrar uma das séries que mais deram certo na história do disco no Brasil. 
No ano de 1999, com a popularização da internet e o fomento de uma nova forma de realizar compras, a gravadora passou a vender seus produtos online e, em 4 meses desta nova operação, alcançou R$ 1,342 milhão em faturamento.
Durante a década de 2000, a Som Livre passou a comercializar, sob o selo Globo Marcas, DVDs de programas populares da TV Globo, como TV Pirata, Casseta & Planeta, A Grande Família, A Diarista, entre outros. Ela também teve uma filial em Portugal, que lançou trilhas sonoras de telenovelas da TV Globo, álbuns de artistas brasileiros e coletâneas de sucessos. 
Em 2002, a Som Livre se tornou a primeira gravadora brasileira a liberar seus arquivos para ringtones de celulares.
Em 2007, a gravadora mudou seu nome para "Globo Comunicação e Participações S.A.", substituindo a antiga "SIGLA (Sistema Globo de Gravações Audiovisuais Ltda)".  No mesmo ano, a gravadora lançou o selo SLAP (Som Livre Apresenta), com o objetivo de levar ao público novos talentos da música brasileira. Entre os principais lançamentos estava a cantora Maria Gadú que, em 2010, recebeu 2 indicações ao Grammy Latino, além de Tiago Iorc, Little Joy e Companhia Itinerante.
Em 2011, a Som Livre passou a ser presidida por Marcelo Soares após a saída de Leonardo Ganen. Em 2012, em comemoração aos 5 anos de existência do Selo Slap, a gravadora organizou o "Festival SLAP". Um festival de jam sessions inéditas realizado no Cine Jóia em São Paulo, que contou com participação de Maria Gadú, Silva, Thaís Gulin, Tiago Iorc, Ana Canãs, Dani Black, Jesuton e Marcelo Jeneci, com direção de Rodrigo Vida. No mesmo ano, a Som Livre lançou um serviço de inteligência publicitária, responsável por negociar artistas e músicas da gravadora para inserção em campanhas publicitárias. Em 2014, em parceria com a Eagle Rock Entertainment, assinou um acordo no qual  a gravadora passou a ter direito sobre títulos de artistas internacionais, como Rolling Stones e Elton John.
Com as constantes mudanças na forma de consumo de música, a Som Livre começou a investir em diferentes frentes como parcerias com serviços de streaming, como a Deezer e o Globoplay. Em 2016, a gravadora lançou o selo Austro Music, dedicado à música eletrônica, tendo em seu portfólio, DJ D.I.B, Elefantz, Naza brothers e WAO. Em 2020, passaram a fazer parte do catalogo Bhaskar, Mojjo e Samhara.
Em 2019, a Som Livre completou 50 anos. No ano seguinte, o nome Som Livre e o seu CNPJ foi extinto, devido o projeto Uma Só Globo que tem o objetivo de unificar as empresas do Grupo Globo. Em novembro de 2020, o Grupo Globo anunciou que a Som Livre estava a venda. Em abril de 2021, a Globo anunciou que fechou um acordo de venda com a gravadora Sony Music Entertainment. Em novembro de 2021, o Cade aprovou a venda da Som Livre para a Sony Music. A quantia negociada na operação, foi de US$ 255 milhões de dólares (aproximadamente R$ 1,43 bilhão de reais). A Globo alegou que está se desfazendo da gravadora por causa da sua mudança de política interna de investimentos. Mesmo com a compra, a marca Som Livre ainda existirá durante mais alguns anos. A Som Livre se tornará um centro criativo independente dentro da Sony Music que continuará a contratar, desenvolver e promover seu próprio elenco de talentos, além de fornecer uma ampla gama de serviços à comunidade musical brasileira. A Sony Music assumiu o controle de Som Livre no início de 2022. Marcelo Soares continua como CEO do selo. 

## Festivais

### Festeja
O Festeja foi criado em 2012 com o intuito de apresentar artistas da música sertaneja. Em 2019, o evento já havia passado por mais de 35 cidades (no Brasil e fora do país) em quase 100
edições.
Em 2015, em parceria com a TV Globo, aconteceu a primeira edição do Festeja Brasil, com a participação de Paula Fernandes, Luan Santana e as duplas Bruno e Marrone, Henrique e Juliano e Jads e Jadson.
Dois anos depois, em sua terceira edição, o especial bateu  recorde de público, com 70 mil pessoas. Dentre as atrações estavam: Marília Mendonça, Maiara & Maraisa, Zé Neto & Cristiano, Gusttavo Lima, Naiara Azevedo e César Menotti & Fabiano.
A sua quinta edição aconteceu em 2019, no estádio Mané Garrincha, em Brasília e contou com a participação de Marília Mendonça, Michel Teló, Zé Neto e Cristiano, Maiara e Maraisa, Felipe Araújo e Yasmin Santos.

### Glacial Fest
Em 2019, a gravadora iniciou uma parceria com a cerveja Glacial, atualmente pertencente ao Grupo Heineken, para o Glacial Fest. Nos últimos 10 anos, o festival itinerante de música passou por diversas cidades do país, em estados como Maranhão, Piauí, Minas Gerais, Espírito Santo e Rio de Janeiro.

### Destino Música
Inicialmente intitulado Viva Mais Música, o projeto leva shows de grandes artistas a resorts de todo o país e teve sua primeira edição em 2017. Já passou por resorts como Le Canton (Teresópolis/RJ), Búzios Beach Resort (Búzios/RJ) e Costão do Santinho (Florianópolis/SC).

### Arena Pop
Com sua primeira edição em 2012 em Belo Horizonte, o Arena Pop é um festival itinerante organizado pela Som Livre que reúne artistas de diferentes estilos musicais.
Em 2019, o projeto teve seu formato desdobrado, em parceria com o estádio Arena Corinhtians, para operacionalizar um camarote exclusivo com open bar, open food e shows ao vivo durante os jogos do time do Corinthians.

### Samba D+
Em 2015, a Som Livre realizou o Samba D+, festival composto por artistas brasileiros do samba e pagode, em São Paulo, Rio de Janeiro e Minas Gerais.

### Sertanejo POP Festival
Festival organizado pela Som Livre, Mondo e Maior (empresas do Grupo ABC). O festival teve como foco apresentar artistas do gênero sertanejo e teve sua primeira edição em 2010, em São Paulo.

### Festival Promessas
Em 2010, a gravadora lançou o Festival Promessas, que se tornou o maior evento de música evangélica do Brasil. No ano seguinte, em 2011, foi lançado o Troféu Promessas, considerado a maior premiação do gênero no país.

### Festival Mulheres
A Som Livre, através do selo SLAP, lançou o Festival Mulheres, em 2012. O festival apresentou diferentes estilos musicais, com participação dos artistas do selo e da gravadora. O evento teve edições em São Paulo, Rio de Janeiro e Belo Horizonte.

## Segmento gospel
A Som Livre foi a primeira gravadora secular a investir no mercado gospel no Brasil. Em 2009, ela lançou o primeiro álbum neste gênero, chamado CD Promessas, que alcançou a marca de mais de 500 mil cópias vendidas.

No ano seguinte, a gravadora lançou o Festival Promessas, maior evento de música evangélica do Brasil.
Segundo a Associação Brasileira de Produtores de Discos (ABPD), o gospel foi o segundo gênero musical mais consumido no Brasil em 2011. Neste ano, foi criado o Troféu Promessas, considerada a maior premiação do gênero no país.
Em 2012, a Som Livre lançou o "Você Adora", departamento gospel  focado no lançamento de álbuns de música do gênero.

Entre os artistas do segmento que já foram representados pela gravadora estão a pastora Ludmila Ferber, David Quinlan, Rose Nascimento, André Valadão e Eliane Silva . Os cantores Davi Sacer e Ton Carfi também integram o casting.

## Projetos Especiais
Em setembro de 2016, a Som Livre lançou o projeto musical "Agora é que são elas", no Youtube, em parceria com a empresa Workshow, para celebrar a participação feminina no mercado sertanejo.
O projeto Deezer Sessions foi lançado com o objetivo de aproximar os fãs dos artistas com um conteúdo próprio. A parceria com a Som Livre já teve edições com artistas como Rodrigo Amarante, Céu, Raça Negra e a dupla sertaneja Maiara e Maraisa.
Em 2017, através de uma ação em conjunto com o Spotify, os usuários do serviço podiam descobrir através de um teste, a sua afinidade com 27 icônicos personagens de novelas e suas trilhas sonoras. 
No ano seguinte, foi lançada uma parceria com a Apple Music com o objetivo de divulgar títulos da gravadora disponíveis no sistema de streaming da Apple. 
Em parceria com o Globoplay, serviço "on demand" pertencente ao mesmo Grupo, a gravadora lançou conteúdo de artistas exclusivamente para assinantes. Em agosto de 2019, Luan Santana lançou o show "Viva", primeiro conteúdo audiovisual inédito e exclusivo da plataforma. 
No mês seguinte, a cantora sertaneja Marília Mendonça lançou o projeto "Todos os Cantos", série documental em 4 episódios que conta a rotina da artista na estrada.
Em dezembro do mesmo ano, a dupla Jorge e Mateus, representados pela Som Livre, participaram do primeiro Spotify Singles, gravado no Brasil. Através deste projeto, o Spotify encoraja artistas a criarem novas versões de seus maiores sucessos e também covers de seus músicos preferidos. 
Em 3 de maio de 2024 lançaram "Erasmo Esteves", álbum póstumo do artista Erasmo Carlos.

## Principais trilhas sonoras
- O Cafona (1971)
- O Bofe (1972)
- O Semideus (1973)
- O Rebu (1974)
- Gabriela (1975)
- Pecado Capital (1975)
- Sítio do Picapau Amarelo (1977)
- Dancin’ Days (1979)
- Brilhante (1981)
- Roque Santeiro (1985)
- O Tempo e o Vento (1985)
- Tieta (1989)
- Rei do Gado (1996)
- Hilda Furacão (1998)
- Os Maias (2001)
- Avenida Brasil (2012)
- Os Dias Eram Assim (2017)

## Selos
- Austro Music
- SLAP
- Soma
- Diretoria Funk
- Inbraza
- SLEM - Som Livre Edições Musicais (antes Sigem)